# 張一鑑
張一鑑（16世紀—17世紀），字冰鑑，南直隸寧國府涇縣南隅人，明朝文人。

## 生平
張一鑑擅長詩文，是萬曆二十五年（1597年）丁酉科應天鄉試第七十二名舉人，此後不曾出仕，喜歡遊覽名山，在城南建築小隱園著述自娛，縣志以「亭亭物表，皎皎霞外，有司可望而不可即。」形容他。

## 引用
1. 1 2  民國《涇縣志·卷十八·人物》：張一鑑，字冰鑑，南隅人，萬曆丁酉舉人，博洽工詩文，不樂仕進，喜遊名山，築小隱園于城南，惟以著述自娛，舊志云：「亭亭物表，皎皎霞外，有司可望而不可即。」蓋實錄也。 順治志、鄭志